# Кишимото
Кишимото (јап. 岸本町) је варош у Јапану у области Саихаку, префектура Тотори. 
По попису из 2003. године, град је имао 7.152 становника и густину насељености од 183,15 становника по км². Укупна површина је 39,05 км².
Од 1. јануара 2005. године, Кишимото, заједно са вароши Мизокучи (из области Хино), је припојена и створена је варош Хоки (у области Саихаку).
35° 23′ 6.8″ N 133° 24′ 26.66″ E / 35.385222° С; 133.4074056° И